# Dieterlea fusiformis
Dieterlea fusiformis là một loài thực vật có hoa trong họ Cucurbitaceae. Loài này được E.J.Lott mô tả khoa học đầu tiên năm 1986.